# Sommarpratarna
För andra betydelser, se Sommarprat.

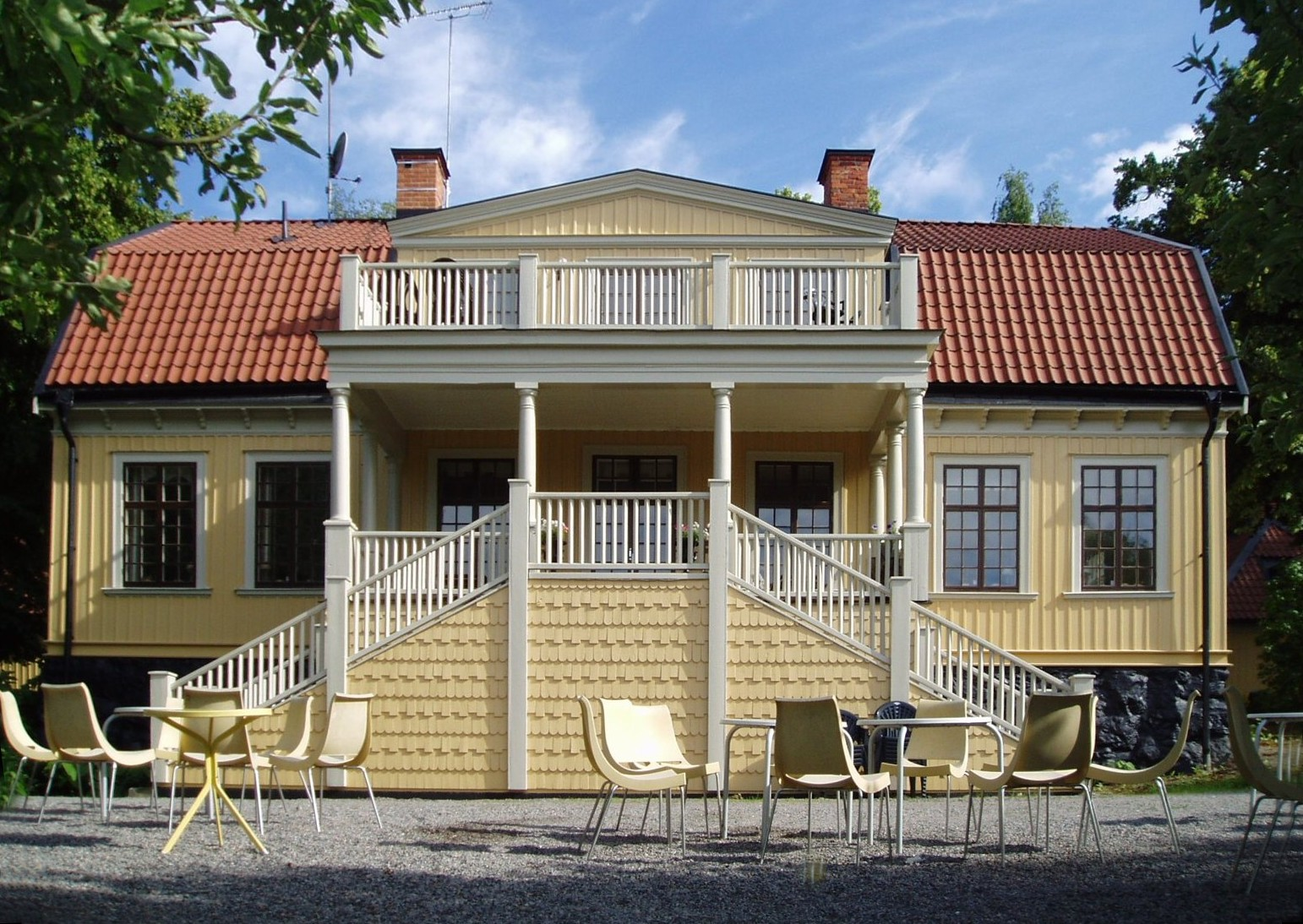
Första säsongens inspelningsplats Skärholmens gård

Sommarpratarna är en tv-serie som visats i Sveriges Television. Serien hade premiär 10 november 2009.

## Om programmet
Det görs inte någon källkontroll av programredaktionen av det som sägs i programmet.

## Första säsongen (2009)
Programmen spelades in sommaren 2009 på Skärholmens gård och består av samtal vid ett middagsbord mellan gästerna, som har gemensamt att de varit värdar för radioprogrammet Sommar i P1. Medverkar i varje avsnitt gör kocken Erik Fröderberg som presenterar maten gästerna får på tallriken. Mellan samtalen spelas (för tv-tittarna) korta klipp upp ur gästernas Sommarprogram. Gästerna hade inför tv-inspelningerna dock fått möjlighet att lyssna på varandras program och diskussionerna kom också till stor del att handla om ämnen de tagit upp i Sommarprogrammen. Producent var Bibi Rödöö.
Del 1
- Lena Endre, Kattis Ahlström, Kjell Sundvall, Nisse Simonson och Alex Schulman.

Del 2
- Pia Johansson, Morgan Alling, Camilla Läckberg, Måns Herngren och Jasenko Selimovic.

Del 3
- Amelia Adamo, Ann Heberlein, Hans Rosenfeldt, Niklas Strömstedt och Nour El Refai.

Del 4
- Helena Bergström, Mia Skäringer, Mustafa Can, Hans Rosling och Kajsa Bergqvist.

Del 5
- Bosse "Bildoktorn" Andersson, Liza Marklund, Malena Ernman och Thomas Bodström.

Del 6
- Babben Larsson, Jonas Karlsson, Claes Malmberg, Jonas Björkman och Lena Andersson.

## Andra säsongen (2010)
Programmen spelades in sommaren 2010 på herrgården Stora Nyckelviken. Producent var Dewi Jahja.
Del 1
- Annika Östberg, Paolo Roberto, Eva Gabrielsson, Magdalena Graaf och Tomas Sjödin.

Del 2
- Carina Rydberg, Petra Mede, Per Holknekt, Manuel Knight och Stefan Holm.

Del 3
- Lill Lindfors, Pär Johansson, Hanna Hellquist, Monika Fagerholm och Krister Henriksson.

Del 4
- Andreas Johnson, Peter Carlsson, Birgitta Stenberg, Bob Hansson och Nahid Persson Sarvestani.

Del 5
- Lena Philipsson, Ulf Danielsson, Tina Nordström, Per Naroskin och Ulf Malmros.

Del 6
- Micael Dahlén, Rikard Wolff, Maria Lundqvist, Klara Zimmergren och Tina Ahlin.

## Tredje säsongen (2011)
Del 1
- 1 november 2011: Nanne Grönvall, Anders Lundin, Sven Nylander, Susanna Alakoski och Eva Swartz Grimaldi.

Del 2
- 8 november 2011: Christine Meltzer, Helge Skoog, Pija Lindenbaum,  Fredrik Gertten och Ann Olivecrona.

Del 3
- 15 november 2011: Herman Lindqvist, Alexandra Rapaport, Jana Söderberg, Zanyar Adami och Majgull Axelsson.

Del 4
- 22 november 2011: Caroline af Ugglas, Claes Hultling, Bodil Malmsten, Maria Akraka och Håkan Lans.

Del 5
- 29 november 2011: Brolle, Andreas Lundstedt, "Underbara Clara", Margareta Strömstedt och Malin Sävstam.

Del 6
- 6 december 2011: Gustaf Hammarsten, Katerina Janouch, Olle Carlsson, Vicky von der Lancken och Mark Levengood.

Del 7
- 13 december 2011: Claes Borgström, Renata Chlumska,  Mian Lodalen, Monika Nyström och Christer Sjögren.

Del 8
- 20 december 2011: Anneli Alhanko, Jonas Jonasson, Johan Rabaeus, Patrik Sjöberg och Laila Bagge.

## Fjärde säsongen (2012)
Del 1
- 15 oktober 2012: Håkan Juholt, David Hellenius, Cecilia Frode, Elizabeth Gummesson och Marika Carlsson.

Del 2
- 22 oktober 2012: Gina Dirawi, Gudrun Schyman, Göran Gudmundsson[2] Jan Scherman och Natasha Illum Berg.

Del 3
- 29 oktober 2012: Peter Settman, Salvatore Grimaldi, Klara Zimmergren,  Björn Lindeblad[3][4] och Åsa Larsson.

Del 4
- 5 november 2012: Malin Berghagen, Martin Stenmarck, Märta Tikkanen, Raymond Ahlgren och Åsa Linderborg.

Del 5
- 12 november 2012: Soran Ismail, Johanna Koljonen, Rachel Mohlin, Ulf Ellervik och Camilla Henemark.

Del 6
- 19 november 2012: Pernilla Wahlgren, Leif Silbersky, Lotta Gray, Stefan Einhorn och Hannes Holm.

Del 7
- 26 november 2012: Elsa Billgren, Sven Wollter, Astrid Assefa, Björn af Kleen och Lars Lerin.

Del 8
- 3 december 2012: Dilsa Demirbag-Sten, Stavros Louca, Claudia Galli, Leif Mannerström och Patricia Tudor-Sandahl.

## Femte säsongen (2013)
Del 1
- Heidi Andersson, armbryterska och entreprenör, Martin Schibbye, journalist, Özz Nûjen, komiker och skådespelare, Elsie Johansson, författare, samt Karin Adelsköld, programledare och stand up-komiker.[5]

Del 2
- Rakel Chukri, Katrin Sundberg, Stefan Löfven, Ola Salo och Anja Pärson[6]

Del 3
- Prästen och psykoterapeuten Louise Linder, komikern och författaren Jonas Gardell, sångerskan Lisa Nilsson, skådespelaren och artisten Shima Niavarani och dokumentärfilmaren och författaren Lasse Berg.[7]

Del 4
- Entreprenören Emma Wiklund, professorn i religionspsykologi Owe Wikström, konstnären Karin Broos, politikern Mona Sahlin och kocken Tareq Taylor.[8]

Del 5
- Entreprenören och föreläsaren Leo Razzak, grundaren av Mer organdonation[9] Martha Ehlin, komikern Annika Andersson, professorn i medicinsk psykologi Åsa Nilsonne samt språkröret (MP) Gustav Fridolin.

Del 6
- Landsbygdsministern Eskil Erlandsson, artisten Rikard Wolff, tv-profilen Carolina Gynning, författaren Maria Sveland och historikern Christopher O'Regan.

## Sjätte säsongen (2014)
Avsnitt 1
- 6 oktober 2014: Rapparen Ison Glasgow, artisten Sanna Nielsen, journalisten Annika Hagström, företagsledaren Claes Dahlbäck och äventyraren Oskar Kihlborg.

Avsnitt 2
- 13 oktober 2014: Konstnären och programledaren Kakan Hermansson, forskaren och överläkaren Simon Kyaga, musikern Gustaf Norén, skådespelaren Cecilia Forss och journalisten och författaren Mustafa Can.

Avsnitt 3
- 20 oktober 2014: Hotellmagnaten och miljöaktivisten Petter Stordalen, ekonomijournalisten Carolina Neurath, författaren Sarita Skagnes, journalisten Jenny Strömstedt och skådespelaren Morgan Alling.

Avsnitt 4
- 27 oktober 2014: skådespelaren Helena af Sandeberg, hjärnforskaren och författaren Katarina Gospic, skådespelaren Olof Wretling, regissören Baker Karim samt modedesignern och konstnären Bea Szenfeld.

Avsnitt 5
- 3 november 2014:  Bodil Jönsson, Per Fritzell, Anton Abele, Helene Ripa och Fredrik "Benke" Rydman.

Avsnitt 6
- 10 november 2014: Skådespelaren och komikern Anna Blomberg, rapparen Linda Pira, norske politikern Eskil Pedersen, författaren Theodor Kallifatides och sångerskan och låtskrivaren Sofia Jannok.

## Sjunde säsongen (2015–2016)
Avsnitt 1
- 20 december 2015: Nanne Grönvall, Elise Lindqvist, Arkan Asaad, Kjell Enhager och Terese Cristiansson.

Avsnitt 2
- 27 december 2015: Sanna Lundell, Olle Jönsson, Svante Pääbo, Saga Becker och Georgios Karpathakis.

Avsnitt 3
- 3 januari 2016: Maud Olofsson, Mattias Klum, Tomas Sjödin, Magnus Falkehed och Kristina Sandberg.

Avsnitt 4
- 10 januari 2016: Petra Mede, Peter Wolodarski, Johanna Frändén, Siavosh Derakhti och Åsa Jinder.

Avsnitt 5
- 17 januari 2016: Daniel Poohl, Ben Gorham, Jonas Eriksson, Alexandra Pascalidou och Maria Strømme.

Avsnitt 6
- 24 januari 2016: Lars Lerin, Birgitta Ohlsson, Kalle Moraeus, Maxida Märak och Johan Rockström.

## Fotnoter